# Palacio Maarjamäe

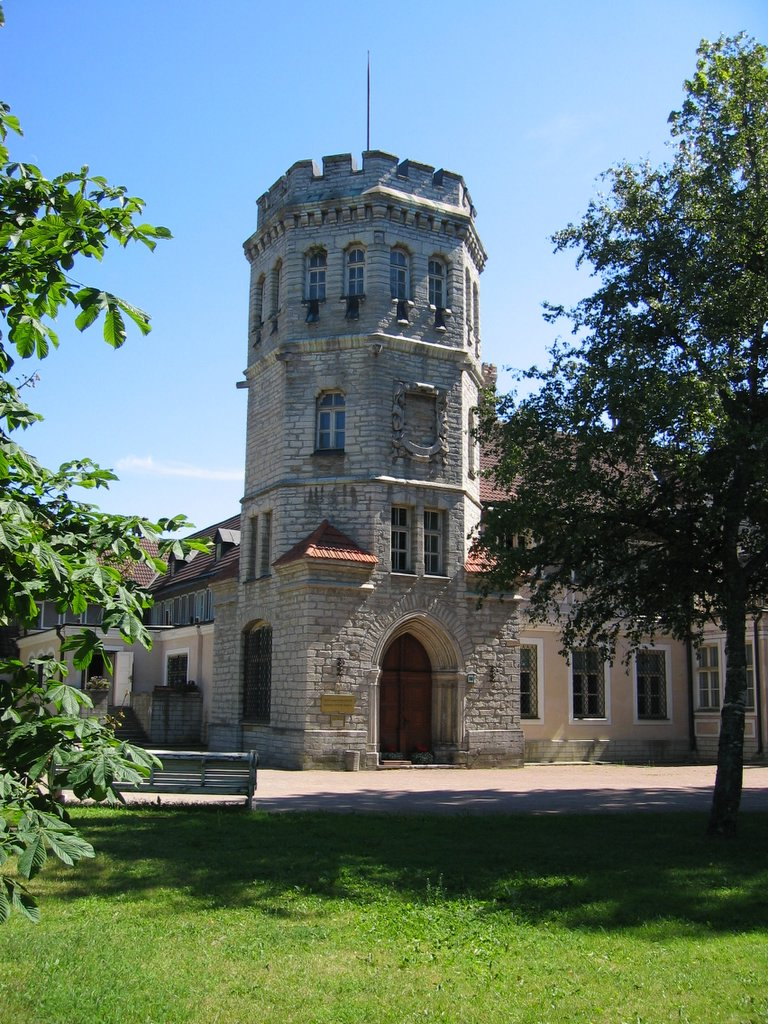
Palacio Maarjamäe

El palacio Maarjamäe (o castillo Maarjamäe) es un edificio en Maarjamäe, Tallin. El palacio está ubicado en el área de la antigua mansión de verano Maarjamäe (en estonio: Maarjamäe suvemõis), siendo su edificio principal. Hoy en día, el palacio es una de las sedes del Museo de Historia de Estonia.
El palacio fue construido en 1872 (o 1874). El palacio se caracteriza por su estilo historicista.